# Deutschland-Rundfahrt 1982
| Endstand nach der 7. Etappe |                             |                          |
| Sieger                      | Theo de Rooij               | 36:45:37 h (38,482 km/h) |
| Zweiter                     | Paul Haghedooren            | + 0:11 min               |
| Dritter                     | Ludo Peeters                | + 0:18 min               |
| Vierter                     | Guido Van Calster           | + 0:23 min               |
| Fünfter                     | Klaus-Peter Thaler          | + 0:41 min               |
| Sechster                    | Ronny Van Holen             | + 0:51 min               |
| Siebter                     | Claudio Bortolotto          | + 0:52 min               |
| Achter                      | Steven Rooks                | + 1:15 min               |
| Neunter                     | Ennio Salvador              | + 1:24 min               |
| Zehnter                     | Godi Schmutz                | + 2:43 min               |
| Teamwertung                 | TI Raleigh-Creda-Campagnolo | 147:11:35 h              |
| Zweiter                     | Capri Sonne-Eddy Merckx     | + 4:52 min               |
| Dritter                     | Puch-Eurotex                | + 28:03 min              |

Die Deutschland-Rundfahrt 1982, ein Etappenrennen im Straßenradsport, wurde vom 15. bis 22. August 1982 ausgetragen.  Sie führte von München über 1.414,6 Kilometer nach Aachen. Nach einem Prolog, der als Mannschaftszeitfahren ausgetragen wurde, gab es neun Etappen, darunter ein Bergzeitfahren.
Es gingen 71 Fahrer in neun Radsportteams sowie eine gemischte Mannschaft an den Start. Das Ziel erreichten 54 Starter, wobei der Sieger die Distanz mit einem Stundenmittel von 38,482 km/h zurücklegte.
Mit dem untergehenden Stern von Dietrich Thurau versank auch die Deutschlandtour für die nächsten 17 Jahre in der Versenkung. Aufgrund des mangelnden Interesses der Fernsehanstalten, Sponsoren und Zuschauer wurde die Rundfahrt zum Verlustgeschäft für die Veranstalter.
Den Gesamtsieg sicherte sich der Niederländer Theo de Rooij, der sich im Vorjahr noch mit dem zweiten Platz hatte begnügen müssen. Den Grundstein für seinen Triumph legte er mit seinem Sieg beim Bergzeitfahren auf dem zweiten Teil der fünften Etappe. Bester Deutscher wurde Klaus-Peter Thaler auf dem fünften Platz im Gesamtklassement.

## Etappen
| Etappen       | Tag        | Start – Ziel          | km        | Etappensieger               | Gesamterster  |
| ------------- | ---------- | --------------------- | --------- | --------------------------- | ------------- |
| Prolog        | 15. August | München               | 7,5 (MZF) | TI-Raleigh-Creda-Campagnolo | ?             |
| 1. Etappe     | 16. August | München               | 182       | Giuseppe Saronni            | ?             |
| 2. Etappe     | 17. August | München – Stuttgart   | 268       | Ronny Van Holen             | ?             |
| 3. Etappe     | 18. August | Stuttgart – Pforzheim | 185       | Claudio Bortolotto          | ?             |
| 4. Etappe     | 19. August | Pforzheim – Homburg   | 163       | Henry Rinklin               | ?             |
| 5. Etappe (a) | 20. August | Homburg – Boppard     | 165       | Jostein Wilmann             | ?             |
| 5. Etappe (b) | 20. August | Büchholzer Berg       | 8 (BZF)   | Theo de Rooij               | Theo de Rooij |
| 6. Etappe     | 21. August | Boppard – Krefeld     | 231       | Philippe Poissonnier        | Theo de Rooij |
| 7. Etappe (a) | 22. August | Krefeld – Monschau    | 142       | René Koppert                | Theo de Rooij |
| 7. Etappe (b) | 22. August | Monschau – Aachen     | 61        | Noël Dejonckheere           | Theo de Rooij |